# 複本
複本（ふくほん）とは、
1. 元の本や文書の写しのこと。
2. 複数の同じ本のこと。ここでは2の複本について説明する。

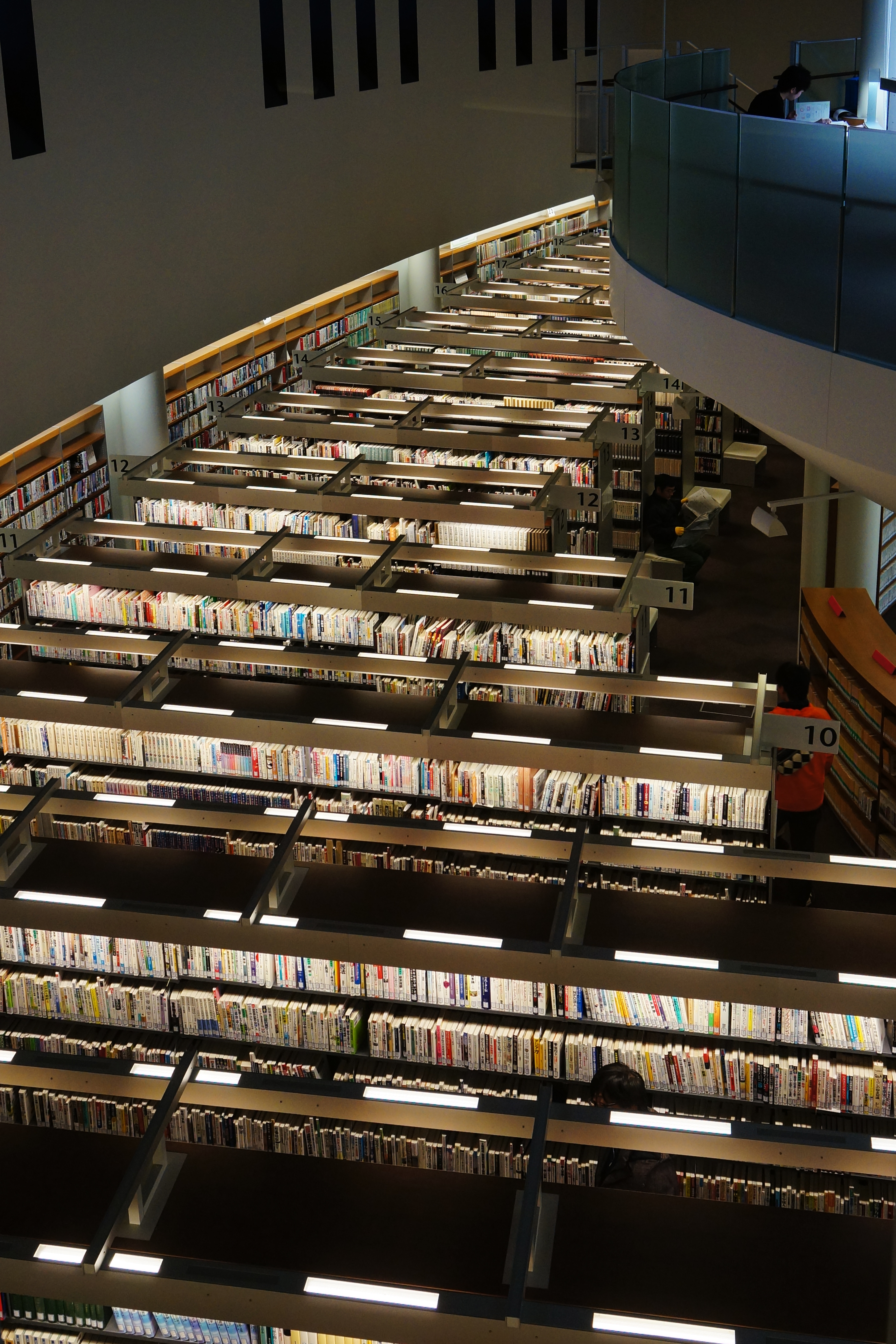
多数の書架が並ぶ図書館

複本（ふくほん）は、図書館が同じ図書を2部以上所蔵する際のこの図書のこと。

## 複本とは
ベストセラーや児童図書（特に絵本）などは複本が多くなる傾向があり、しばしば単一の図書館が10冊以上の複本を所蔵する場合がある。百科事典などの参考図書は館内閲覧用と貸出用に分けるために複本を用意する場合がある。多数の参加者がある読書会のテキストなども複本が多くなる傾向がある。地域資料（郷土資料）は多くの複本を準備することが重要である。

## 複本問題
近年には公共図書館がベストセラーを多数購入して無料で貸出していることが書籍販売の妨げとなっているという、いわゆる「複本問題」の指摘がなされている。2000年には一部の著作家が「図書館が本を貸すから本が売れなくなった」「図書館は複本を減らすべき」という主張を行い、国の審議会で討議されるに至ったが、2003年に日本図書館協会と日本書籍出版協会が共同で行った調査によると、一般的な公共図書館の複本冊数がそれほどでもないことが明らかとなり、批判は沈静化した。
2015年にも出版関係者による公共図書館の攻撃が行われたが、図書館情報学者の常世田良は、書籍の売上が減少した理由の本質に向き合わずに図書館をスケープゴートとする出版業界の体質を激しく非難している。